# Mauckport (Indiana)
Mauckport es un pueblo ubicado en el condado de Harrison en el estado estadounidense de Indiana. En el Censo de 2010 tenía una población de 81 habitantes y una densidad poblacional de 154,82 personas por km².

## Geografía
Mauckport se encuentra ubicado en las coordenadas 38°1′30″N 86°11′58″O / 38.02500, -86.19944. Según la Oficina del Censo de los Estados Unidos, Mauckport tiene una superficie total de 0.52 km², de la cual 0.49 km² corresponden a tierra firme y (6.44%) 0.03 km² es agua.

## Demografía
Según el censo de 2010, había 81 personas residiendo en Mauckport. La densidad de población era de 154,82 hab./km². De los 81 habitantes, Mauckport estaba compuesto por el 100% blancos, el 0% eran afroamericanos, el 0% eran amerindios, el 0% eran asiáticos, el 0% eran isleños del Pacífico, el 0% eran de otras razas y el 0% pertenecían a dos o más razas. Del total de la población el 0% eran hispanos o latinos de cualquier raza.